# Biserica unitariană din Secuieni
Biserica unitariană din Secuieni este un monument istoric aflat pe teritoriul satului Secuieni; comuna Secuieni, județul Harghita.

## Localitatea
Secuieni (în maghiară Újszékely) este satul de reședință al comunei cu același nume din județul Harghita, Transilvania, România. A fost menționat pentru prima oară în anul 1449 ca Vyzekel.

## Biserica
Nu există date despre biserica medievală, dar datorită faptului că în perioada Reformei și în secolul următor reformații și unitarienii se aflau într-o dispută aprinsă pentru biserică este sigur că ea exista înaintea Reformei.
În timpul Reformei fosta biserică catolică a aparținut mai întâi reformaților, apoi pentru o lungă perioadă de timp unitarienilor. În 1657, cu ajutorul lui Ákos Barcsay, principele Transilvaniei, reformații au recâștigat-o. Clopotul vechi s-a păstrat și poartă inscripția: „IN NOMINE DEI PATRIS ET FILII AEIUS UNIGENITI JESU CHR. FUSA EXPENSIS SZÉKELY UJFALU ECCLESIAE IS IT STEPHANUS BOLTOS CH CORONENSIS FECIT ANNO 1684 “. Unitarienii și-au construit propria biserică, pe fațada căreia era trecut crezul lor: „IN HONOREM UNIUS DEI”.
Actuala biserică a fost construită între anii 1812 și 1816, pe locul celei anterioare din 1646.

## Imagini

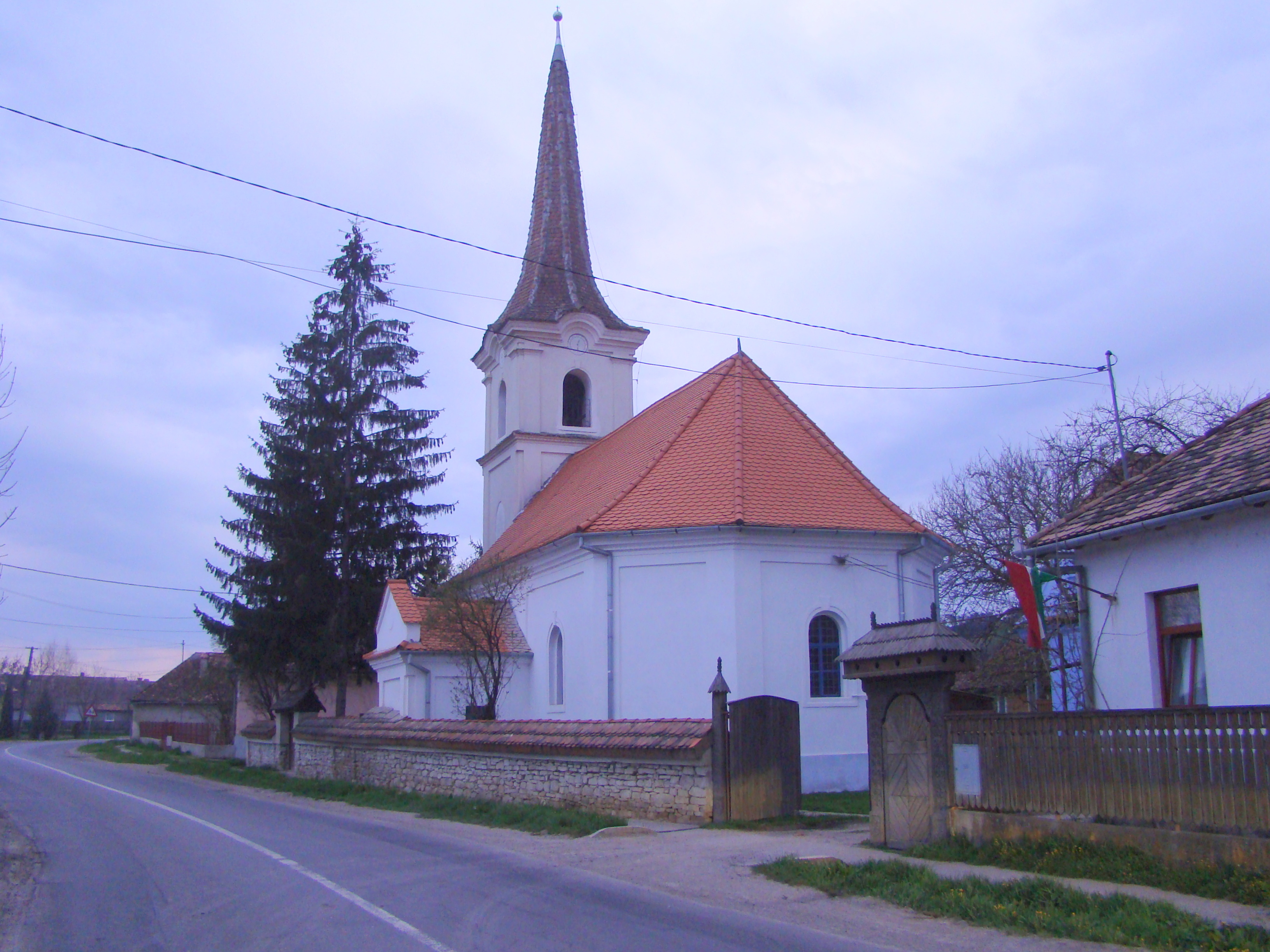
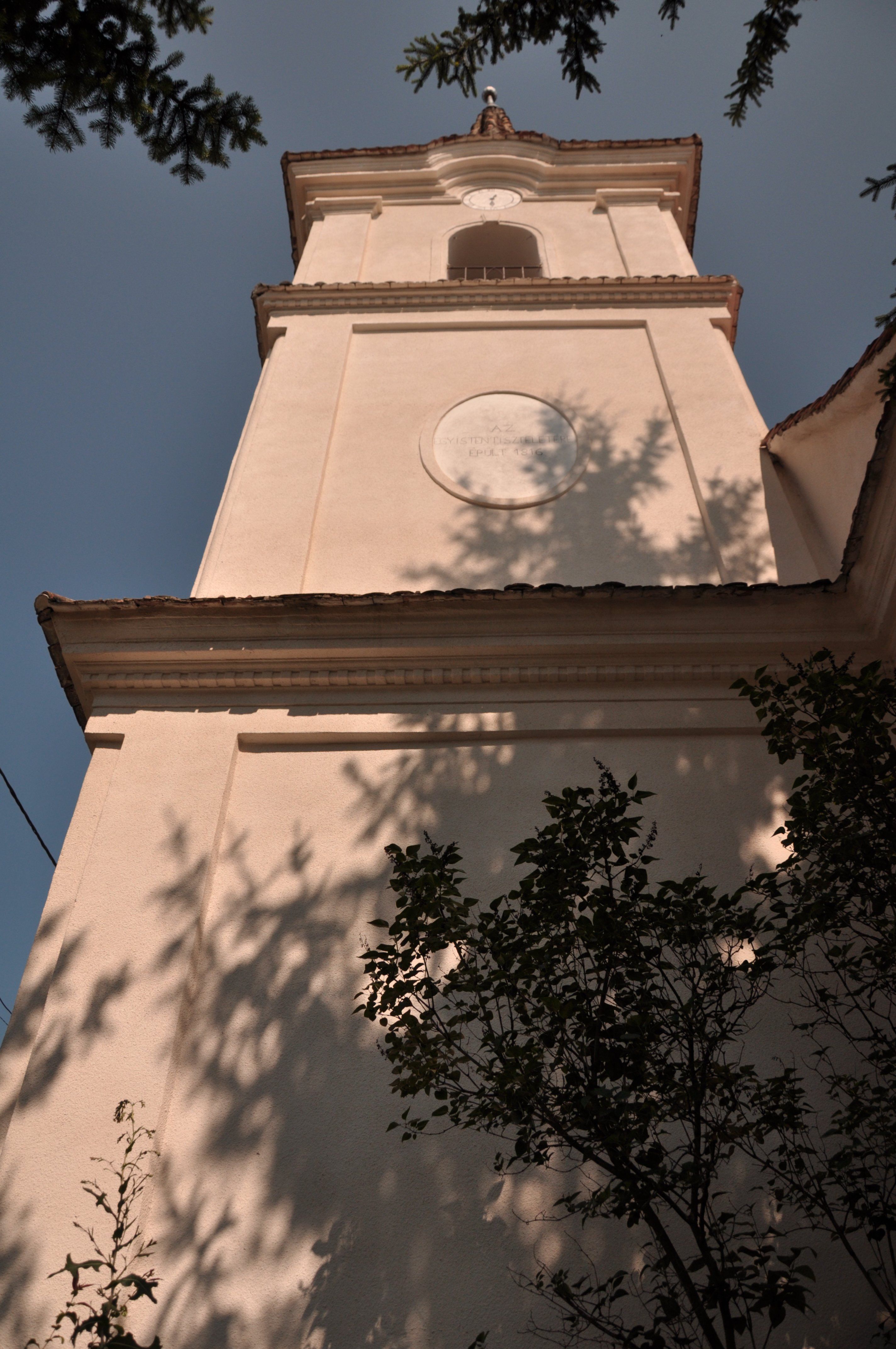
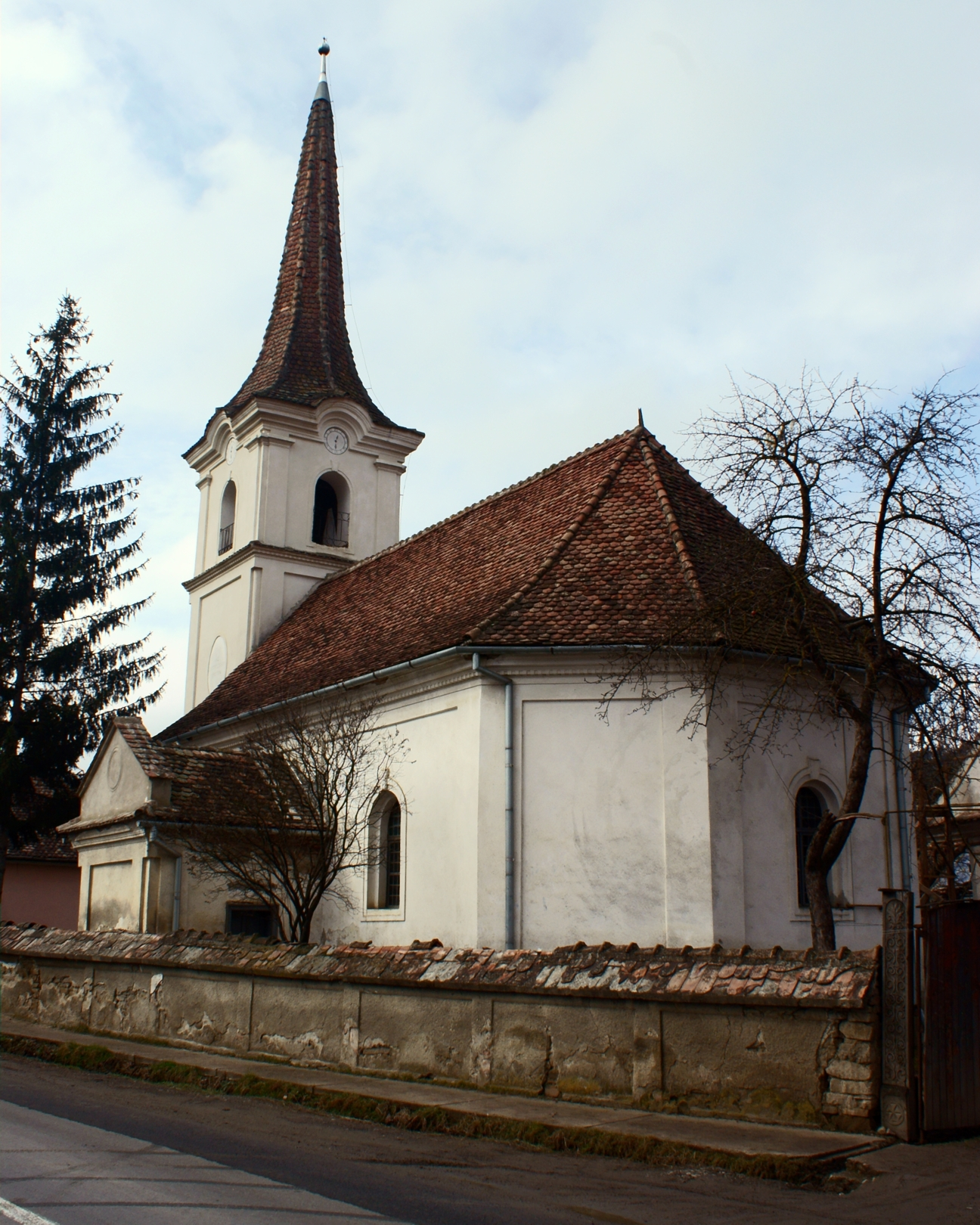

## Vezi și
- Secuieni, Harghita